# TMC2
La proteína 2 similar a un canal transmembrana es una proteína que en humanos está codificada por el gen TMC2 .

## Función
Este gen se considera miembro de una familia de genes que codifica proteínas transmembrana que es necesaria para la mecanotransducción en las células ciliadas cocleares del oído interno. Se desconoce la función específica de este gen. Sin embargo, su expresión en el oído interno sugiere que puede ser crucial para la función auditiva normal.

## Significación clínica
Las mutaciones en este gen pueden ser la base de los trastornos hereditarios del equilibrio y la audición.